# Žampach (Jílové u Prahy)
Žampach (německy Sandbach) je vesnice na pravém břehu řeky Sázavy v okrese Praha-západ. Nachází se asi 2,6 km na jih od Jílového u Prahy. V osadě se Chotouňský potok vlévá do Sázavy. Část osady na pravém břehu potoka je součástí katastrálního území i města Jílové u Prahy. Část Žampachu na levém břehu Chotouňského potoka spadá pod k. ú. a obec Kamenný Přívoz. V jílovské části Žampachu je evidováno 296 adres.

## Historie
První písemná zmínka o vesnici pochází z roku 1788.

## Doprava
Prochází tudy železniční trať Praha - Čerčany, na které se v katastru Jílového nedaleko osady nachází unikátní Žampašský viadukt.